# Grand Prix d'Angers
Le Grand Prix d'Angers était une ancienne compétition de cyclisme sur piste, la plus vieille épreuve de vitesse française, organisée annuellement, le dimanche qui suit l’Ascension, à Angers par le Véloce-Club d’Angers,,, considérée comme l’une des plus importantes courses de vitesse du calendrier sportif cycliste jusqu’en 1940.

## Histoire
L'Auto-Véloce-Club d’Angers (AVCA) est fondé en 1875,, et organise une première réunion, au profit des victimes de la crue de la Garonne, le 4 juillet 1875, sur la promenade du jardin du Mail d'Angers. Albert Laumaillé, membre fondateur de l'AVCA, y gagne une course sur vélocipède. Une seconde réunion plus importante est organisé en 1876 au cours de laquelle est couru une course internationale de vitesse, sur grand bi, appelée Concours International, gagné par Charles Terront  et baptisé Grand Prix d’Angers en 1901,.
À partir de 1922, il est disputé sur le vélodrome Montesquieu inauguré le 10 septembre 1922 avec la victoire de Gabriel Poulain dans le 39e Grand Prix d’Angers.

## Palmarès
| Année       | Vainqueur                       | Deuxième                        | Troisième                                 |
| ----------- | ------------------------------- | ------------------------------- | ----------------------------------------- |
| 1876        | Charles Terront                 | Henri Pascaud                   | Camille Thuilet                           |
| 1877        | Charles Terront                 | Léon Viltard                    | M. Tissier                                |
| 1878        | —                               | Non disputé                     | —                                         |
| 1879        | Charles Terront                 | Lemon Hart                      | Léon Viltard                              |
| 1880        | Lemon Hart                      | Charles Terront                 | Léon Viltard                              |
| 1881        | Frédéric de Civry               | Charles Terront                 | —                                         |
| 1882        | Frédéric de Civry               | Herbert Osbaldeston Duncan (en) | Charles Terront                           |
| 1883        | Herbert Osbaldeston Duncan (en) | Charles Riley Garrard           | Paul Médinger                             |
| 1884        | Paul Médinger                   | Herbert Osbaldeston Duncan (en) | Charles Hommey                            |
| 1885        | Frédéric de Civry               | Paul Médinger                   | Georges Laulan                            |
| 1886        | Fernand Charron                 | Adrien Gaultier                 | Henri Béconnais                           |
| 1887        | Fernand Charron                 | Georges Laulan                  | Charles Terront                           |
| 1888        | Charles Terront                 | Jules Dubois                    | Paul Médinger                             |
| 1889        | Louis Cottereau                 | Paul Médinger                   | Charles Terront                           |
| 1890        | Louis Cottereau                 | Charles Terront                 | Henri "Darjac" Fol                        |
| 1891        | Louis Cottereau                 | Fernand Charron                 | Henri Fournier                            |
| 1892        | Georges Cassignard              | Maurice Echalié                 | Paul Médinger                             |
| 1893        | Paul Médinger                   | Henri-Robert "Antony" Debray    | Georges Cassignard                        |
| 1894        | Eugène Chéreau                  | Henri Béconnais                 | Louis Cottereau                           |
| 1895        | Ludovic Morin                   | Jean Gougoltz                   | Henri Fournier                            |
| 1896        | Jean Gougoltz                   | Ludovic Morin                   | Denesle                                   |
| 1897        | Jean Gougoltz                   | Félix Henry                     | A. Fouanneau                              |
| 1898        | Donatien Desfours               | Haday                           | Walter                                    |
| 1899        | Eugène Dirheimer                | Henri Cornet                    | Léon Domain                               |
| 1900        | Léon Domain                     | Paul Bourotte                   | Jean Gougoltz                             |
| 1901        | Louis Grogna                    | Paul Dangla                     | Alphonse Foucré                           |
| 1902        | Gabriel Poulain                 | Jean Gougoltz                   | Alphonse Foucré                           |
| 1903,       | Louis Grogna                    | Gabriel Poulain                 | Adelin Cousseau                           |
| 1904        | Henry Mayer                     | Gabriel Poulain                 | Sigmar Rettich                            |
| 1905,       | Gabriel Poulain                 | Guus Schilling                  | Adelin Cousseau                           |
| 1906        | Guus Schilling                  | Sigmar Rettich                  | Victor Dupré                              |
| 1907        | Henry Mayer                     | Thorvald Ellegaard              | Sigmar Rettich                            |
| 1908        | Walter Rütt                     | Gabriel Poulain                 | Edmond Jacquelin                          |
| 1909        | Léon Comès                      | Walter De Mara                  | Henry Mayer                               |
| 1910        | Cesare Moretti                  | Guus Schilling                  | Fernand Fournous                          |
| 1911        | Thorvald Ellegaard              | Walter De Mara                  | Hervé                                     |
| 1912,       | Fernand Fournous                | Walter De Mara                  | Émile Friol                               |
| 1913,       | Julien Pouchois                 | Pierre Sergent                  | Fernand Fournous                          |
| 1914,       | Gabriel Poulain                 | Auguste Trante                  | Fernand Fournous                          |
| 1915-1920   | —                               | Non disputé                     | —                                         |
| 1921        | Gabriel Poulain                 | Joseph Peyrode                  | Raymond Mourand                           |
| 1922        | Gabriel Poulain                 | Paul Texier                     | Raymond Mourand                           |
| 1923        | Gabriel Poulain                 | Peter Moeskops                  | William Spencer                           |
| 1924,       | Maurice Schilles                | William Bailey                  | André Marcot                              |
| 1925        | Lucien Michard                  | Pierre Guyot                    | Gerard Leene                              |
| 1926,       | Raymond Mourand                 | Gerard Leene ex æquo            | Henri Waillez                             |
| 1927        | Lucien Faucheux                 | Lucien Michard                  | Raymond Mourand                           |
| 1928        | Lucien Faucheux                 | Raymond Mourand                 | Maurice Schilles                          |
| 1929,       | Lucien Michard                  | Lucien Faucheux                 | Raymond Mourand                           |
| 1930        | Raymond Mourand                 | Orlando Piani                   | Lucien Faucheux                           |
| 1931        | Jef Scherens                    | Raymond Mourand                 | M. Chéron                                 |
| 1932,       | Lucien Michard                  | Jef Scherens                    | Louis Gérardin et Lucien Faucheux ex æquo |
| 1933        | Jef Scherens                    | Louis Gérardin                  | Willy Falck Hansen                        |
| 1934        | Louis Gérardin                  | Lucien Faucheux                 | Lucien Michard                            |
| 1935        | —                               | —                               | —                                         |
| 1936,       | Louis Gérardin                  | Jef Scherens                    | Lucien Michard                            |
| 1937-1940   | —                               | Non disputé                     | —                                         |
| 1941        | Louis Gérardin                  | Jean Noblet                     | Louis Chaillot                            |
| 1942        | Georges Senfftleben             | André De Gelas                  | Marcel Etienne                            |
| 1943-1945   | —                               | Non disputé                     | —                                         |
| 1946        | Pierre Iacoponelli              | Guy Claisy                      | Hugo Lorenzetti (de)                      |
| 1947        | Henri Sensever                  | Fernand Vidal                   | Lacheze                                   |
| 1948 à 1972 | —                               | Non disputé                     | —                                         |
| 1973        | Daniel Morelon                  | Pierre Trentin                  | Gilles Trentin et Gérard Quyntin ex æquo  |
| 1974        | Daniel Morelon                  | Gilles Trentin                  | Alex Pontet                               |